# Estado Rui
Rui (chino: 芮) fue un estado vasallo de la dinastía Zhou, concedido por el rey Wu en el siglo siglo XI a. C.. Sus gobernantes eran condes (伯, bó). Estaba en la actual provincia de Shaanxi.
En 703 a. C. los gobernantes de Rui, Guo Occidental, Xun, Jia y Liang apoyaron al marqués de Jia contra el intento de conquista de Quwo. En 641 a. C. fue conquistado por Qin fácilmente con ayuda de Liang.